# Hypolytrum pulchrum
Hypolytrum pulchrum är en halvgräsart som först beskrevs av Edward Rudge, och fick sitt nu gällande namn av Hans Heinrich Pfeiffer. Hypolytrum pulchrum ingår i släktet Hypolytrum och familjen halvgräs. Inga underarter finns listade i Catalogue of Life.